# Psalm 97
Der 97. Psalm (nach griechischer Zählung der 96.) ist ein Psalm aus dem vierten Buch der Psalmen. Er ist der Gattung der „Thronbesteigung JHWHs“ zugehörig. Dabei finden sich auch hymnische Anklänge im Psalm. Auffällig ist an dem Psalm die Verwendung phantastisch-mythologischer Bilder.

## Gliederung
Der Alttestamentler Hermann Gunkel gliedert den Psalm auf folgende Weise:
1. Vers 1: einführender Königsruf,
2. Vers 2–6: Die herrliche und schreckliche Erscheinung Gottes,
3. Vers 7–9: Auswirkungen der Erscheinung auf die religiösen und politischen Verhältnisse der Welt,
4. Vers 10–12: Abschluss: Anwendung auf den Einzelnen.

### Überschrift
Der Aufruf der Israeliten an diese „Inseln“, JHWH lobzupreisen, findet sich auch an anderen Stellen. So heißt es z. B. in Jes 42,10 :

„Singt dem HERRN ein neues Lied, seinen Ruhm vom Ende der Erde: Es brause das Meer und seine Fülle, die Inseln und ihre Bewohner!“

Laut Hermann Gunkel ist diese Aufforderung seit den indisch-persischen Kriegen wichtig.

### Vers 3
Da das Feuer vor ihm her geht und die Feinde verbrennt, siegt JHWH ohne sich zu rühren. Dieses Bild findet sich des Öfteren in der Antike:
- Die Erscheinung JHWHs vor Elia. So heißt es im 1. Buch der Könige (1 Kön 19,12 EU): Und nach dem Erdbeben ein Feuer, der HERR aber war nicht in dem Feuer. Und nach dem Feuer der Ton eines leisen Wehens.
- Die Erzählung von Xerxes I., der sitzend der Schlacht von Salamis zugesehen haben soll (Herodot XII, 90).
- Der assyrische König soll sich auf seinem Thron in den Krieg getragen lassen haben.[2]